# 花井悠
花井 悠（はない ゆう、1932年1月19日 - 2007年12月14日）は、岐阜県出身のプロ野球選手、野球解説者。

## 経歴
岐阜高等学校（1948年8月までの校名は岐阜第一高等学校）では、エースとして1948年の夏の甲子園に出場。準決勝に進むが、小倉高の福嶋一雄に抑えられ完封負け。翌1949年の夏の甲子園でも順調に勝ち進み、決勝に進出。佐々木信也のいた湘南高と対戦するが3-5で逆転負け、準優勝にとどまる。チームメートに河合保彦、森和彦らがいた。卒業後は慶應義塾大学へ進学し、野手転向。東京六大学野球リーグでは1951年秋季リーグから2季連続優勝、右翼手、四番打者として活躍する。リーグ通算86試合出場、265打数76安打、0本塁打、49打点、打率.287。
大学卒業後は社会人の日本石油に進む。1955年の都市対抗に四番打者として出場。準決勝に進むが全鐘紡に敗退。翌1956年の都市対抗では、大学後輩の新エース藤田元司を擁し、決勝で熊谷組を降し神奈川県勢初の優勝を飾る。他のチームメートに石井連蔵（日本鋼管から補強）がいた。同年の第2回世界野球大会に社会人野球日本代表として出場。
1957年に西鉄ライオンズへ入団すると、1年目から一軍に定着する。当時の西鉄の外野陣には関口清治、高倉照幸、玉造陽二が揃っており、なかなかレギュラーには届かなかったが、黄金時代を築いたチームの脇役として活躍した。1958年の日本シリーズでは10打数2安打を記録する。1959年には関口と併用され、74試合に先発出場。翌1960年には高倉の長期欠場もあって、主に右翼手として88試合に先発出場し、規定打席には届かなかったが打率.313の好成績をあげた。その後は段々と出場機会が減るが、1963年の読売ジャイアンツとの日本シリーズにも3試合に代打として起用された。1964年限りで引退。老け顔でナインからは「おっちゃん」と呼ばれた。
現役引退後は西鉄に二軍打撃コーチ（1965年 - 1967年）としてしばらく残留、退団後は朝日放送のプロ野球解説で長年活躍。1979年から1987年までは同局の「おはよう朝日です」のスポーツコーナー「スポーツ&悠」を担当。野球解説に加え、番組視聴者を集めての「少年野球教室」なども行い人気を博す。その後、中継への出演からは退いたが、日刊スポーツの専属評論家、また朝日放送のラジオ番組「アベロクのどんまい!サンデー」のゲストコメンテーターとして活躍していた。
西鉄コーチ時代、当時投手として西鉄に在籍していた尾崎正司（現・将司）に、「お前、このまま野球やってもアカンやろう。ゴルフをやってみたらええんやないか？　ゴルフのプロになったらどうや」と言って、プロゴルファーへの転向を勧めたことで知られる。
2007年12月14日、敗血症のため死去。75歳没。

## 詳細情報

### 年度別打撃成績
| 年 度     | 球 団     | 試 合 | 打 席 | 打 数 | 得 点 | 安 打 | 二 塁 打 | 三 塁 打 | 本 塁 打 | 塁 打 | 打 点 | 盗 塁 | 盗 塁 死 | 犠 打 | 犠 飛 | 四 球 | 敬 遠 | 死 球 | 三 振 | 併 殺 打 | 打 率 | 出 塁 率 | 長 打 率 | O P S |
| --------- | --------- | ----- | ----- | ----- | ----- | ----- | -------- | -------- | -------- | ----- | ----- | ----- | -------- | ----- | ----- | ----- | ----- | ----- | ----- | -------- | ----- | -------- | -------- | ----- |
| 1957      | 西鉄      | 78    | 104   | 88    | 15    | 21    | 1        | 1        | 1        | 27    | 6     | 4     | 4        | 2     | 0     | 14    | 0     | 0     | 11    | 4        | .239  | .343     | .307     | .650  |
| 1958      | 西鉄      | 97    | 198   | 177   | 19    | 43    | 4        | 1        | 1        | 52    | 11    | 0     | 3        | 5     | 1     | 14    | 0     | 1     | 23    | 2        | .243  | .302     | .294     | .596  |
| 1959      | 西鉄      | 123   | 326   | 291   | 34    | 74    | 8        | 1        | 3        | 93    | 29    | 5     | 2        | 8     | 2     | 22    | 0     | 3     | 43    | 5        | .254  | .313     | .320     | .633  |
| 1960      | 西鉄      | 115   | 354   | 313   | 37    | 98    | 19       | 3        | 1        | 126   | 32    | 6     | 1        | 3     | 3     | 34    | 1     | 1     | 38    | 1        | .313  | .382     | .403     | .785  |
| 1961      | 西鉄      | 87    | 241   | 214   | 27    | 50    | 11       | 3        | 3        | 76    | 26    | 2     | 0        | 2     | 1     | 21    | 0     | 2     | 25    | 6        | .234  | .308     | .355     | .663  |
| 1962      | 西鉄      | 97    | 184   | 167   | 14    | 39    | 9        | 2        | 0        | 52    | 14    | 0     | 2        | 1     | 3     | 12    | 1     | 1     | 21    | 2        | .234  | .289     | .311     | .600  |
| 1963      | 西鉄      | 72    | 78    | 67    | 3     | 20    | 4        | 1        | 1        | 29    | 20    | 0     | 0        | 0     | 0     | 8     | 1     | 3     | 9     | 1        | .299  | .397     | .433     | .830  |
| 1964      | 西鉄      | 82    | 83    | 80    | 0     | 13    | 4        | 0        | 0        | 17    | 10    | 0     | 0        | 0     | 0     | 3     | 0     | 0     | 12    | 1        | .163  | .193     | .213     | .405  |
| 通算：8年 | 通算：8年 | 751   | 1568  | 1397  | 149   | 358   | 60       | 12       | 10       | 472   | 148   | 17    | 12       | 21    | 10    | 128   | 3     | 11    | 182   | 22       | .256  | .324     | .338     | .661  |

### 背番号
- 45 （1957年 - 1967年）

## 関連情報

### 出演番組
- S☆1 BASEBALL - 1975年3月30日まで朝日放送が所属していたTBSテレビ系列のプロ野球中継の現行タイトル。
- スーパーベースボール - 朝日放送テレビ・テレビ朝日系列のプロ野球中継の現行タイトル。年度により同系列局・広島ホームテレビの広島東洋カープ戦ローカル中継にも出演していた。
- ABCフレッシュアップナイター
- おはよう朝日です
- アベロクのどんまい!サンデー